# ヴァレンシー
ヴァレンシー （Valency）は、日本のヘヴィメタル・ミュージシャン、実業家、資本家。身長173cm、体重60kg。2000年代の前半に、関西インディーズシーンで活躍していたジャパニーズ・メタルバンドの陰陽座、GALNERYUS、BLOOD STAIN CHILD、Leo Figaro、FAIRY MIRRORなどの一角として数えられたSHINING EDGEを結成したリーダーで、作詞、作曲、ボーカルを担当したフロントマン。

## 概要
2000年8月にSHINING EDGEを結成し、2001年にリリースされたインディーズデビュー作がメタル専門CDチェーンストアDISK HEAVENで「今後の関西を代表するシンフォニック・メロディック・パワー・メタル・バンドになるかもしれないバンド」と紹介された。CLUB QUATTRO、難波ロケッツ、ブランニュー、サンホール、アムホールなどに出演し、GALNERYUS、Ark Storm、ATOMIC TORNADO、Leo Figaro、FAIRY MIRRORなどと共演していた。
オランダのメタル専門メディアSTRUTTERZINEのCDレビューで、10点満点中8点の高評価をされ、スウェーデンのハードロックバンドRENEGADE（ゼロ・コーポレーションより日本デビュー）から激励コメントも寄せられた。南米や欧州の海外メディアでも取り上げられるようになり、日本、韓国、ドイツにファンサイトが立ち上げられ、DISK HEAVENでは「マニアの間ではそろそろ知られた存在で、既に独自のファン層をもつバンド」と紹介された。
2003年11月に活動休止した後は、中古CDショップ等で販売されている旧譜しか入手できなかったが、2015年にValency's projectの既発曲が主要配信ストアからデジタルシングルリリースされ、AmazonランキングHR/HM部門で2位Angraと3位BABYMETALを抑えて総合1位に輝いた。

## ディスコグラフィー
- Devils or god (2001年10月リリース)
- Unknown world (2001年12月リリース)[12]
- Valency's project 2002 (2002年5月リリース)[13]
- Black heart (2002年12月リリース)

## メンバー

### SHINING EDGE
- Valency - ボーカル
- Kyoka - ギター
- Tetsu - ベース
- Kaito - ドラム
- Minoru - キーボード

### Valency's project
- Valency - ボーカル、ドラム
- Siam - ギター、ベース